# Thomas de Padova
Thomas de Padova (* 7. Februar 1965 in Neuwied) ist ein deutscher Wissenschaftsjournalist und Schriftsteller.

## Leben
Nach seinem Abitur 1984 am Werner-Heisenberg-Gymnasium Neuwied studierte de Padova Physik und Astronomie in Bonn und Bologna. Von 1997 bis 2005 war er als Wissenschaftsredakteur beim Tagesspiegel tätig. Seit 2005 arbeitet er als freier Publizist.
De Padova lebt in Berlin und ist dort seit 2006 Mitglied im Kuratorium des Magnus-Hauses der Deutschen Physikalischen Gesellschaft und Mitglied im Programmbeirat der Urania. Sein Buch Das Weltgeheimnis - Kepler, Galilei und die Vermessung des Himmels wurde zum Wissenschaftsbuch des Jahres 2010 in der Kategorie Naturwissenschaft und Technik gewählt. Im Januar und Februar 2014 war er Journalist in Residence am Max-Planck-Institut für Wissenschaftsgeschichte in Berlin. Die Auszeichnung Wissensbuch des Jahres erhielt er 2016 für Allein gegen die Schwerkraft. Sein 2018 erschienenes Buch Nonna handelt von der Lebenswelt seiner süditalienischen Großmutter. 2019 wurde de Padova, speziell unter Bezug auf Nonna, zum Bonner Stadtschreiber berufen. In Alles wird Zahl. Wie sich die Mathematik in der Renaissance neu erfand sucht er nach den Ursprüngen unserer Zahlen und Formelsprache und schildert die Verflechtung von Kunst und Mathematik. 2021 ehrte ihn die Deutsche Mathematiker-Vereinigung für seine „herausragenden Leistungen bei der Vermittlung und Popularisierung von Mathematik“ mit dem Medienpreis. 2022 war er Stipendiat auf Schloss Wiepersdorf.

## Veröffentlichungen
- Am Anfang war kein Mond. Klett-Cotta, 2004, ISBN 3-608-94241-6.
- Ritt auf dem Lichtstrahl. In: Albert Einstein – Ingenieur des Universums. Wiley, 2005, ISBN 3-527-40579-8, S. 106ff.
- Das Conseil Européen pour la Recherche Nucléaire (CERN). In: Albert Einstein – Ingenieur des Universums. Wiley, 2005, ISBN 3-527-40579-8, S. 414ff.
- Die Kinderzimmer-Akademie. Piper, 2006, ISBN 3-492-25097-1.
- Wissenschaft im Strandkorb. Piper, 2008, ISBN 978-3-492-25408-3.
- Das Weltgeheimnis: Kepler, Galilei und die Vermessung des Himmels. Piper, 2009, ISBN 978-3-492-05172-9.
- Schlau nach acht. Piper, 2010, ISBN 978-3-492-25957-6.
- Leibniz, Newton und die Erfindung der Zeit. Piper, München 2013, ISBN 978-3-492-05483-6.
- Allein gegen die Schwerkraft. Einstein 1914–1918. Hanser, 2015, ISBN 978-3-446-44481-2.
- Nonna. Hanser, Berlin 2018, ISBN 978-3-446-25857-0.
- Alles wird Zahl. Wie sich die Mathematik in der Renaissance neu erfand. Hanser, 2021, ISBN 978-3-446-26932-3.
- Quantenlicht. Das Jahrzehnt der Physik 1919–1929, Hanser, 2024, ISBN 978-3446281349